# Racconto d'autunno (film 1980)
Racconto d'autunno è un film televisivo del 1980, diretto dal regista Domenico Campana, basato sull'omonimo romanzo di Tommaso Landolfi.